# Station Vrútky
Het station Vrútky is het centraal treinstation van de Slowaakse stad Vrútky.

## Ligging
Het station ligt in het noordelijk stadsdeel, aan de Železničná, en is uitgerust met een depot.
De belangrijke lijnen Žilina – Košice en Zvolen – Vrútky kruisen elkaar hier.

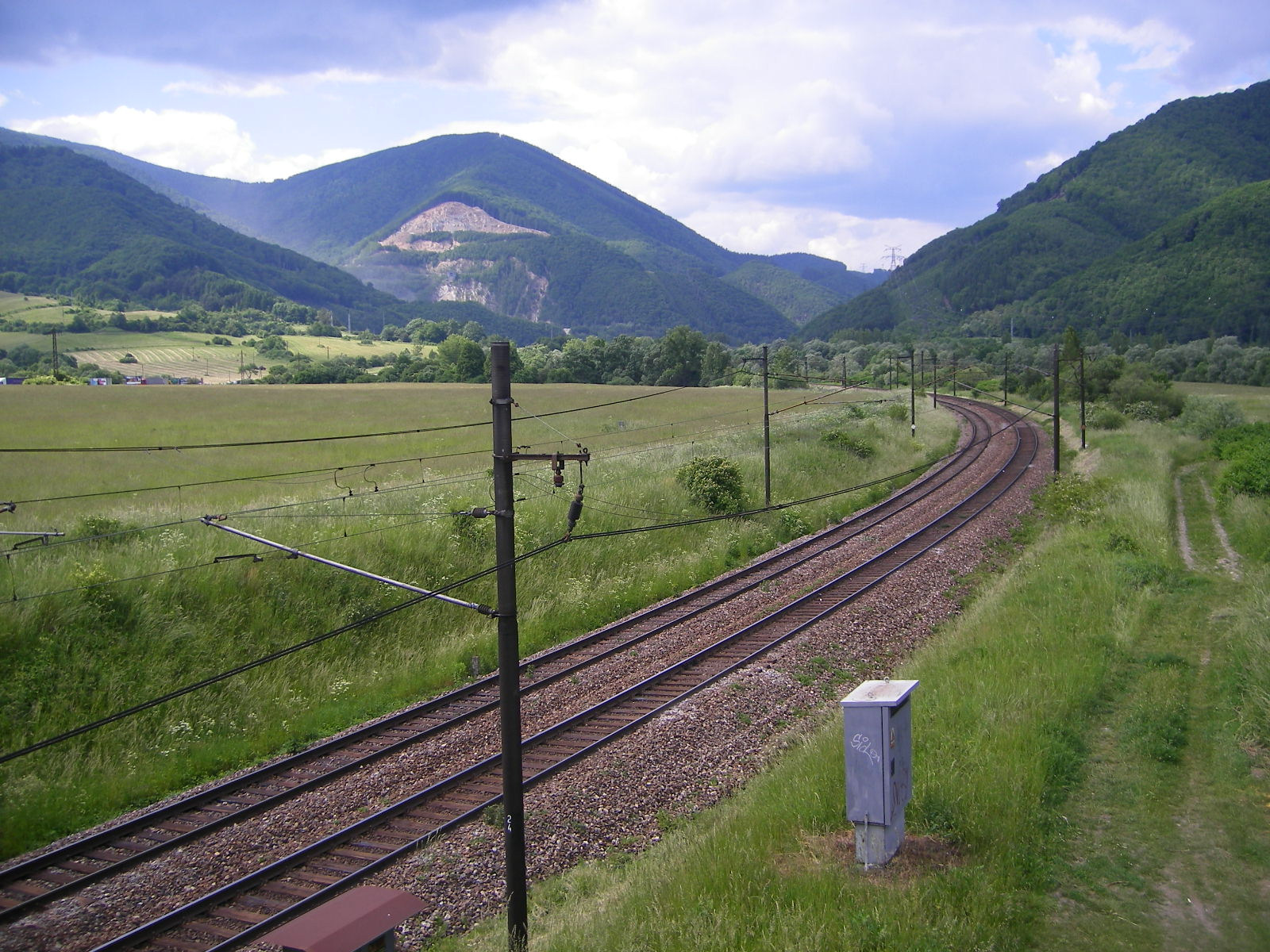
Lijn 180 in Vrútky

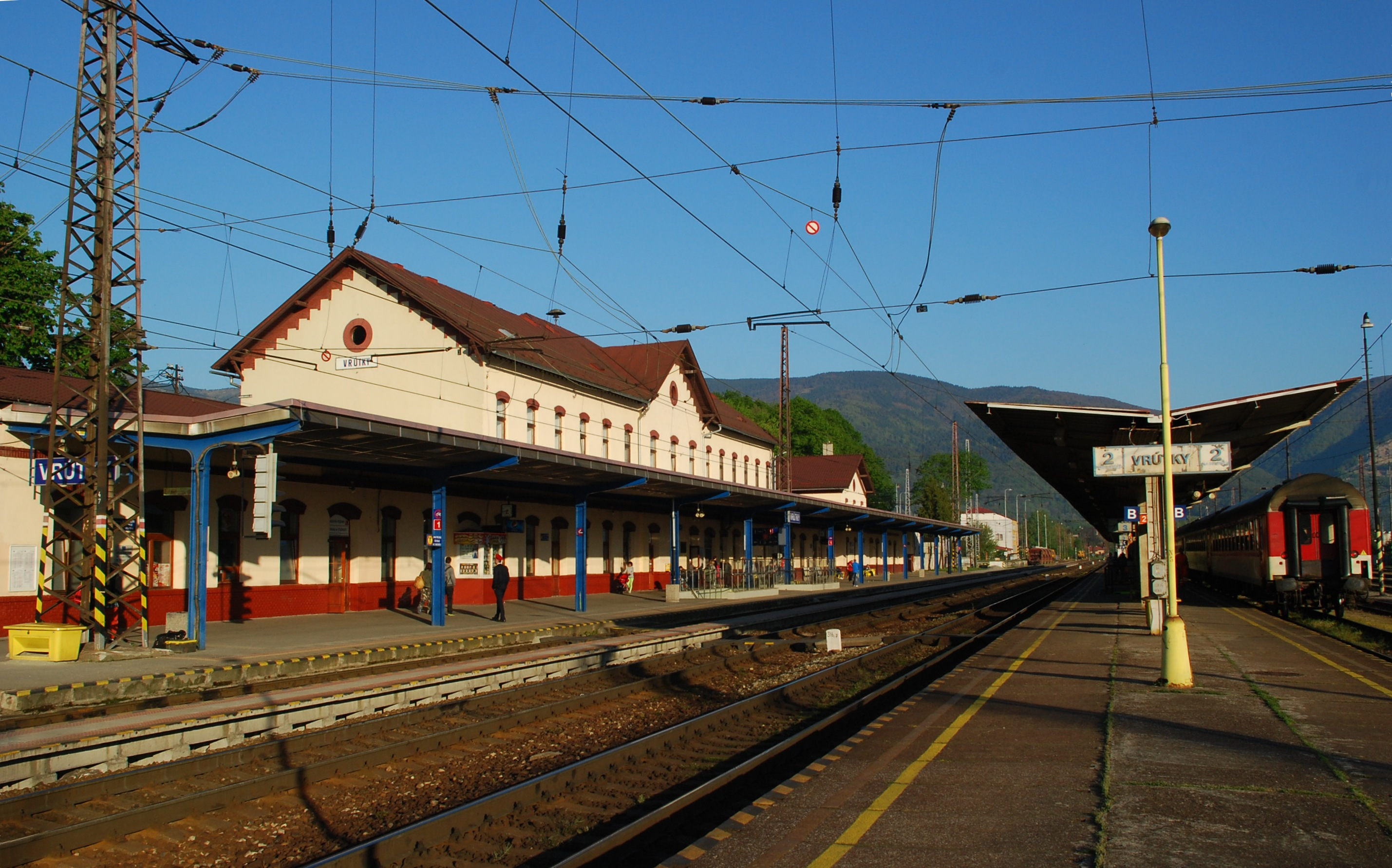
Zicht op de perrons en het ontvangstgebouw

## Geschiedenis
Station Vrútky was destijds het kruispunt van de Košice-Bohumín-spoorweg en de Hongaarse Noordelijke Spoorweg (Boedapest – Fiľakovo – Zvolen – Kremnica – Vrútky).
Dit resulteerde in een noord-zuidverbinding doorheen het bergachtige Slowakije. De bouw van de infrastructuur voor de spoorlijnen trok veel arbeiders aan en creëerde vanuit een onbeduidend dorp een strategisch transportknooppunt.
Spoorwegwerkplaatsen maken sinds 1874 deel uit van het station. Deze werkplaatsen opereren als een onafhankelijk productie- en reparatiebedrijf van rijdend materieel: ŽOS Vrútky.
Wijksporen liggen in het station, evenals aansluitsporen naar diverse bedrijven.

## Lijnen
- Spoorlijn Zvolen – Vrútky (lijn nr. 170)
- Spoorlijn Žilina – Košice (lijn nr. 180)

## Andere stations
Benevens het station "Vrútky", zijn er in de gemeente nog andere stations:
- het goederenstation Vrútky nákladná stanica ligt in oostelijke richting, dicht bij het reizigersstation
- de halte Vrútky zastávka is gelegen op lijn 180 (Žilina – Košice).